# Greg Graffin
Gregory Walter Graffin (født 6. november 1964) er amerikansk sanger, musiker, universitetsprofessor og forfatter. Han er først og fremmest kendt som sanger og sangskriver i det amerikanske punk rock-band Bad Religion, hvilket han var med til at grundlægge i 1979. Han har udover sit engagement i Bad Religion udgivet to solo-albummer, som genremæssigt har haft udgangspunkt i amerikansk folkemusik og singer-songwriter-traditionen.

På baggrund af hvad der svarer til en bachelorgrad i antropologi og senere en kandidatgrad i geologi, blev Graffin i 2004 doktor i zoologi ved Cornell University, New York. Hans Ph.d. "Monism, Atheism and the Naturalist Worldview: Perspectives from Evolutionary Biology" er senere blevet udgivet som bog under titlen "Evolution and Religion: Questioning the Beliefs of the World’s Eminent Evolutionists".

Endvidere har han medvirket i bogen "Is Belief in God Good, Bad or Irrelevant? A Professor and Punk Rocker Discuss Science, Religion, Naturalism & Christianity", hvilken kan betragtes som en samtale-bog baseret på mail-udveksling mellem den naturlistiske Graffin og den kristne Preston Jones, som er professor i historie ved John Brown University. 

I 2010 udkom den delvist selvbiografiske Anarchy Evolution, i hvilken Graffin drager paralleller mellem sine personlige erindringer, den californiske punk-scenes udvikling i 1980'erne og det naturalistiske verdenssyn.

## Diskografi (som solokunstner)
- American Lesion (1997)
- Cold as the Clay (2006)
- Millport (2017)